# Exame do estado mental
O Exame do estado mental (EEM) é o processo através do qual o profissional que trabalha com saúde mental (geralmente psiquiatras e psicólogos) examina sistematicamente o estado mental de um paciente.
Cada função mental é considerada separadamente de uma forma paralela a um exame físico. Muito do material do EEM é coletado durante a história clínica. O resultado do exame e da entrevista clínica são combinados para se formular o diagnóstico psiquiátrico.

## Principais categorias

### Aparência
O aspecto da pessoa é avaliado, desde a idade, altura, peso, vestuário (se está limpo, sujo, aspecto bizarro, roupas incongruentes, muito coloridas). A atitude dominante durante a entrevista também é alvo de consideração (se desconfiado, receptivo, evita responder às perguntas, etc.)

### Comportamento
Como a pessoa se move, posições do corpo (flexibilidade cérea, comum na esquizofrenia hebefrênica ou hebefrenia), agitação psicomotora. Movimentos anormais como coreia, tiques ou tremores também são descritos aqui.

### Discurso
Costuma-se separar discurso de pensamento no EEM. No geral, em discurso descreve-se o volume que a pessoa usa ao falar, fluxo, velocidade. Maneirismos, sotaques, hesitações (ou bloqueios), tiques vocais são descritos aqui. Se a pessoa fala muito, ou é mais retraída.

### Humor e afeto
Afeto é a expressão de uma emoção e humor é o estado emocional do indivíduo, relatado pelo mesmo. O afeto de uma pessoa pode variar desde depressivo (depressão nervosa), elação ou eufórico, irritado e normal. Se a sensação que se tem ao final do exame é de um estado depressivo, tal deve ser descrito em humor. Os vários estados afetivos demonstram se uma pessoa demonstra uma expansão do seu afeto ou se o mesmo se encontra restrito (muitas vezes descrito como aplainado ou embotado). Também é importante notar se o afeto está incongruente (por exemplo um indivíduo ri ao invés de chorar quando lhe contam uma notícia triste). Aspectos culturais devem ser considerados.

### Percepção
Na percepção é avaliada a sensopercepção do paciente, ou seja, como ele recebe (sentidos) e percebe (interpretação) o mundo. Descrevem-se aqui fenômenos como alucinação e ilusão. A natureza de cada experiência deve ser descrita em detalhes. Alucinações auditivas, por exemplo, são comuns na esquizofrenia enquanto alucinações visuais são frequentes em doenças orgânicas. Deve-se questionar sobre alterações de todos os sentidos pois as alucinações podem ser olfativas, cenestésicas, etc.
Alguns dos sintomas de Kurt Schneider de primeira ordem são alucinatórios, como o eco do pensamento, roubo do pensamento e inserção de pensamentos. Despersonalização (o indivíduo sente-se irreal) e desrealização (sente o mundo como irreal) também devem ser descritos aqui.
Também é importante verificar se as alucinações ocorrem na segunda pessoa (conversa com o paciente) ou na terceira pessoa (conversam entre si) e se comandam o doente (atos homicidas ou suicidas). Às vezes as alucinações podem ser outros sons além de vozes, como sinos, latidos, sons de motores, zumbidos, etc. Também podem ser outros fenômenos visuais como halos ou cores difíceis de descrever. Estas são chamadas alucinações elementares.
Alucinações extracampinas são aquelas nas quais o paciente vê ou ouve coisas fora de seu campo sensorial (ouvir uma voz a 3 km de distância, ver através de paredes, etc.).
Deve-se questionar como a pessoa lida com as alucinações, se são assustadoras, angustiantes ou prazerosas.

### Pensamento
Esta categoria é dividida em forma (estruturação do pensamento), conteúdo (o tema e o sentido do pensamento) e curso (velocidade e ritmo do pensamento).
Alterações de forma a serem percebidas:
- Fuga de ideias: variação rápida da temática proporcionando um distanciamento instantâneo (mas conexo) da ideia central sem perder o nexo associativo
- Afrouxamento dos nexos associativos: Perda acentuada do sentido lógico impedindo a conclusão do raciocínio. Se manifesta sob as seguintes formas: Desagregação do pensamento; Circunstancialidade (hiperdetalhamento de informações irrelevantes para o tema); Tangencialidade (o discurso se aproxima mas não é concluído); Incoerência do pensamento; Concretismo (dificuldade ou incapacidade de abstração com o discurso retido no campo do imediatismo literal) Perseveração (paciente persiste nas respostas de forma repetida apesar da mudança de tema proposta). Muito comum em casos de Esquizofrenia.

Alterações de Conteúdo:
- Ideias obsessivas-compulsivas
- Ruminação do pensamento
- Ideias de evitação fóbica
- Auto-depreciação
- Ideação suicida
- Mitomania ou pensamento mágico
- Queixas somáticas
- Pessimismo
- Delírio

Alterações de Curso:
- Taquipsiquismo: aceleração do pensamento, frequentemente associado a uma aceleração da fala conjugada. Ex.: uso de anfetaminas/cocaína, síndrome maniforme
- Bradipsiquismo: lentificação do pensamento. ex.: depressão, demência, rebaixamento dos níveis de consciência ou torpor.
- Bloqueio ou interrupção do pensamento: Interrupção total do fluxo de pensamento havendo roubo ou interceptação do mesmo. Ex.: Típico da esquizofrenia.

### Cognição
Grau de pensamento abstrato (pode estar diminuído na demência e na esquizofrenia), a educação formal, inteligência, capacidade de concentração são medidos através de simples exercícios. O mini exame do estado mental é exemplo de questionário que pode ser aplicado para esta avaliação.

### Consciência
O nível de consciência é avaliado: desperto, obnubilado, comatoso.

### Consciência do Eu
Consciência psicológica de si mesmo, avaliando se o paciente compreendes as seguintes características inerentes a sua psiquê:
- Consciência da atividade do eu: todas as vivências são realizadas e presenciadas pelo indivíduo.
- Consciência da unidade do eu: percepção de unidade e indivisibilidade do eu
- Consciência da identidade do eu: preservação da identidade e atemporalidade da mesma, não sendo alterável ao longo do tempo.
- Consciência da oposição indivíduo x mundo: noção de separação intransponível entre os eventos que ocorrem no mundo ou em outros indivíduos e ele mesmo.

Alterações neste campo podem ser sugestivos de esquizofrenia ou delírio.

### Orientação
Questões para saber se o paciente sabe onde está (orientação espacial) e o dia/mês/ano (orientação temporal). Questionar também se sabe quem é e qual sua situação (orientação autopsíquica).

## Mal de Alzheimer
É um dos exames que pode ser utilizado no diagnóstico do Mal de Alzheimer